# Daman en Diu
Daman en Diu (Gujarati: દમણ અને દિવ, Marathi: दमण आणि दीव) is een voormalig unieterritorium in het westen van India. Het werd gevormd door de gebieden Daman (gelegen aan de Indiase westkust, omgeven door Gujarat) en Diu (een eiland aan de zuidwestkust van Gujarat). De hoofdplaats van het unieterritorium was Daman.

## Geschiedenis
In de zestiende eeuw werden Daman en Diu gekoloniseerd door Portugal. Samen met Dadra en Nagar Haveli en Goa maakten de gebieden vervolgens ruim 450 jaar deel uit van Portugees-India. Zeven jaar na de Indiase annexatie van Dadra en Nagar Haveli (1954) werden Daman en Diu in 1961 eveneens door India geannexeerd, iets wat echter pas in 1975 door de Portugezen werd erkend. Tot 1987 vormden de twee gebieden samen met Goa het unieterritorium Goa, Daman en Diu. In dat jaar werd Goa gepromoveerd tot deelstaat en gingen Daman en Diu samen verder als unieterritorium. In januari 2020 werden Daman en Diu samengevoegd met Dadra en Nagar Haveli, waarmee het sindsdien afzonderlijke districten zijn geworden binnen het unieterritorium Dadra en Nagar Haveli en Daman en Diu.
Delen van de oudere bevolking spreken nog Portugees.